# Нерелигиозность в Новой Зеландии
К нерелигиозной части новозеландского общества относят атеистов, агностиков, религиозных скептиков и светских гуманитариев. Послевоенная Новая Зеландия стала светским государством, в связи с чем религия не играет важной роли в жизни многих граждан страны.
Хотя в Новой Зеландии нет официальной религии, христианство остаётся самой распространенной религией ещё со времен колонизации региона европейцами в 19 веке.

## Демография

Религиозность населения Новой Зеландии согласно последним шести переписям населения.

Статистическое управление Новой Зеландии собирает информацию о религиозной принадлежности в ходе переписей населения. Заполнение формы переписи является обязательным для каждого гражданина Новой Зеландии, однако респонденты имеют право не отвечать на вопрос о религиозной принадлежности.Тенденция показывает увеличение доли жителей Новой Зеландии, заявляющей о отсутствии у себя религиозной принадлежности. По данным переписи 1991 года, эта доля составила 20,2% от всех респондентов. За два десятилетия эта она удвоилась, достигнув 41,9%, согласно переписи 2013 года, и увеличилась до 48,2%, согласно переписи 2018 года, тогда впервые множество новозеландцев заявили, что "не исповедуют какую-либо религию".
Среди социологов ведутся дебаты по поводу интерпретации этой тенденции в переписях. Увеличение числа тех, кто указывает на "отсутствие религии", часто приводится в поддержку тезиса о секуляризации. Альтернативная теория заключается в том, что данные указывают на снижение институциональной религиозной принадлежности, а не просто на снижение духовной веры. Опрос 1985 года показал, что около четверти тех, кто ответил что не имеет религиозной принадлежности, всё же могут верить в Бога, и наоборот, от 7% до 36% христиан (в зависимости от конфессии) на самом деле не верили в существование Бога.
Социальный опрос, в котором рассматривались вопросы религиозных убеждений, был проведен в Новой Зеландии Университетом Мэсси в 2008 году. На него были получены ответы от тысячи совершеннолетних новозеландцев. Результаты опроса показали, что 72% населения верили в Бога или высшую силу, 15% были агностиками и 13% - атеистами.
Согласно отчету Американского Физического Общества, религия может исчезнуть в Новой Зеландии и ещё в восьми других странах Западного мира.

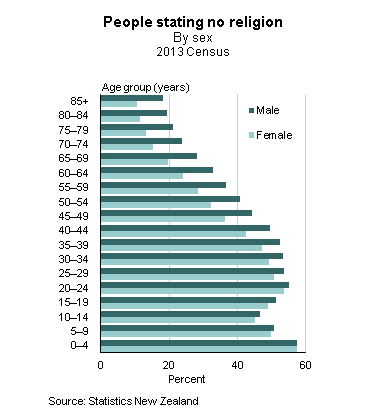
График респондентов переписи населения 2013 года, заявивших о отсутствии у себя какой-либо религиозной принадлежности, по полу и возрасту. Нерелигиозность наиболее высока среди мужчин и молодого поколения.

После переписи в 2018 году число неверующего населения впервые превысило число верующих.

## Нерелигиозность в обществе
Гуманистическое общество Новой Зеландии и Новозеландская ассоциация рационалистов и гуманистов пропагандирует светский взгляд на жизнь без обращения к сверхъестественным силам как на одну из своих целей.
Кампания по сбору средств на создание рекламы, аналогичной кампании Atheist Bus Campaign в Великобритании, началась 10 декабря 2009 г.  и достигла своей цели в размере 10 000$ пожертвований в течение 48 часов, что сделало ее одной из самых успешных атеистических кампаний за всё время.

## Маории другие этнические группы
Те Ара: Энциклопедия Новой Зеландии отмечает, что в 2013 году «47% людей, назвавших себя европейцами или новозеландцами, заявили, что не исповедуют религию, так же как и 46% маори и 30% азиатов. Однако только 18% жителей тихоокеанских островов, и лишь 17% представителей ближневосточных, латиноамериканских и африканских этнических групп заявили, что не исповедуют какой-либо религии».

## Внешние ссылки
- Статистическое Управления Новой Зеландии: страница о религии